# From Sarah with Love
«From Sarah with Love» (с англ. — «С любовью от Сары») — песня немецкой певицы Сары Коннор, выпущенная 5 ноября 2001 года в качестве третьего сингла с дебютного студийного альбома исполнительницы Green Eyed Soul. Сингл занял 1-е место в Германии, Польше и Швейцарии, а также достиг тройки лучших в Австрии и Финляндии, что сделало его самым успешным синглом Коннор на сегодняшний день. «From Sarah with Love» был номинирован на премию ECHO 2002 года как лучший немецкий сингл и получил тройную золотую сертификацию от IFPI. Название песни навеяно фильмом о Джеймсе Бонде «Из России с любовью».

## Трек-лист
| №  | Название                                  | Длительность |
| -- | ----------------------------------------- | ------------ |
| 1. | «From Sarah with Love» (Radio Version)    | 4:12         |
| 2. | «From Sarah with Love» (Kayrob Dance Mix) | 4:02         |

| №  | Название                                  | Длительность |
| -- | ----------------------------------------- | ------------ |
| 1. | «From Sarah with Love» (Radio Version)    | 4:12         |
| 2. | «From Sarah with Love» (Kayrob Dance Mix) | 4:02         |
| 3. | «Man of My Dreams»                        | 3:11         |

## Чарты
| Чарт (2001–2002)                    | Высшая позиция |
| ----------------------------------- | -------------- |
| Австрия (Ö3 Austria Top 40)         | 2              |
| Бельгия/Фландрия (Ultratop 50)      | 6              |
| Бельгия/Валлония (Ultratop 50)      | 6              |
| Europe (European Hot 100 Singles)   | 5              |
| Финляндия (Suomen virallinen lista) | 3              |
| Германия (GfK)                      | 1              |
| Greece (IFPI)                       | 9              |
| Венгрия (Rádiós Top 40)             | 3              |
| Венгрия (Single Top 40)             | 3              |
| Италия (FIMI)                       | 35             |
| Нидерланды (Dutch Top 40)           | 6              |
| Нидерланды (Single Top 100)         | 9              |
| Норвегия (VG-lista)                 | 14             |
| Poland (Polish Airplay Charts)      | 1              |
| Romania (Romanian Top 100)          | 2              |
| Швеция (Sverigetopplistan)          | 38             |
| Швейцария (Schweizer Hitparade)     | 1              |

| Чарт (2001)                       | Позиция |
| --------------------------------- | ------- |
| Austria (Ö3 Austria Top 40)       | 32      |
| Germany (Official German Charts)  | 23      |
| Switzerland (Schweizer Hitparade) | 58      |

| Чарт (2002)                       | Позиция |
| --------------------------------- | ------- |
| Austria (Ö3 Austria Top 40)       | 8       |
| Belgium (Ultratop Flanders)       | 24      |
| Belgium (Ultratop Wallonia)       | 30      |
| Europe (European Hot 100 Singles) | 35      |
| Germany (Official German Charts)  | 23      |
| Netherlands (Dutch Top 40)        | 48      |
| Netherlands (Single Top 100)      | 46      |
| Switzerland (Schweizer Hitparade) | 8       |

| Чарт (2000–2009)                 | Позиция |
| -------------------------------- | ------- |
| Germany (Official German Charts) | 74      |

## Сертификации
| Регион | Сертификация | Продажи  |
| --- | ------------ | -------- |
| Австрия (IFPI Austria)                                                                                                   | Золотой      | 20 000*  |
| Бельгия (BEA) | Золотой      | 25 000*  |
| Германия (BVMI) | 3× Золотой   | 750 000^ |
| Швейцария (IFPI Switzerland)                                                                                             | Платиновый   | 40 000^  |
| * Данные о продажах приведены только на основе сертификации. ^ Данные о тиражах приведены только на основе сертификации. |              |          |